# 모래뱀속
모래뱀속(학명: Psammophis)은 아프리카집뱀과 모래뱀아과에 속한 속이다. 35종이 속해 있으며 아프리카와 아시아에서 발견된다. 도마뱀이나 설치류를 잡아먹는다. 모래뱀속의 종은 모두 독사이나 사람에게 위협적인 정도의 독은 아니다.